# سقانفار قرآن تالار
سقانفار قرآن تالار مربوط به دوره قاجار است و در شهرستان بابل، بخش بابل‌کنار، دهستان بابلکنار، روستای قرآن تالار واقع شده و این اثر در تاریخ ۹ بهمن ۱۳۸۶ با شمارهٔ ثبت ۲۰۶۶۷ به‌عنوان یکی از آثار ملی ایران به ثبت رسیده است.